# Cser Gábor (író)
Cser Gábor (Budapest, 1942. november 30. – 2018. október 31. vagy előtte) magyar újságíró, lapszerkesztő, ifjúsági író.

## Életútja
Apja Cser Dezső, anyja Bartus Rozália volt. 1960-ban a Than Károly Textilvegyipari Technikumban érettségizett. 1960 és 1969 között az Újpesti Cérnagyár laboránsa, művezetője volt. 1970 és 1972 között Budapesten újságíró iskolát végzett. Peterdi Pál ajánlására 1969-ben került a Pajtás újsághoz, ahol rovatvezető és olvasószerkesztő volt 1989-ig. Humoros írásai és képregényei is megjelentek a lapban. 1990-91-ban a Naná! szerkesztőjeként dolgozott. 1991 és 2014 között a Dörmögő Dömötör főszerkesztője volt. Közben 1984-ben a Hahota, Kockás szerkesztője is volt.

## Művei
- A színes karikák titka; Budapest, Móra, 1980
- A hétpettyes lovag - mesejáték 1981, bemutatta a Békéscsabai Jókai Színház
- Mi legyek?; Budapest, 1987
- Dörmi pici könyvek, 1-8.; szöveg Cser Gábor, rajz Dargay Attila;Semic Interprint, Bp., 1994
- Berci és Fáni kalandjai; rajz. Bérczi Ottó; Santos, Bp., 2002
- Vizsla Kolozs kalandjai. Cser Gábor meséje; rajz Haui József; Pannon-Literatúra Kft., Kisújszállás, 2005
- A Dörmi kastély rejtélye. A Dörmögő Dömötör játékos, kalandos, rejtvényes kifestője; rajz Ottó et al.; Adoc-Semic, Bp., 2006 (Dörmögő Dömötör foglalkoztató füzetek)
- Optimista kicsengés - Kútfő képregények 3.; Linea Comics, Budapest, 2015[4]

## Díjai
- Állami Ifjúsági Bizottság Ifjúsági Díja (1983)